# (33054) 1997 UU14
1997 يو يو 14 (ويعرف أيضًا باسم (33054) 1997 يو يو 14 وفق تسمية الكوكب الصغير) (بالإنجليزية: 1997 UU14)‏ هو كويكب ضمن حزام الكويكبات؛ وترتيبه 33054 من حيث الاكتشاف.
اكتُشف هذا الجُرم الفلكي بواسطة ماورا تومبيلي ‏ في 26 أكتوبر 1997.

## وصلات خارجية
- (33054) 1997 UU14 في قاعدة بيانات مختبر الدفع النفاث لأجرام النظام الشمسي الصغيرة

- الاكتشاف · مخطط المدار ·  العناصر المدارية · المعلمات المادية

- (33054) 1997 UU14 على موقع ويكي سكاي: DSS2, SDSS, GALEX, IRAS, Hydrogen α, X-Ray, Astrophoto, Sky Map, Articles and images